# دانشگاه شمال تگزاس

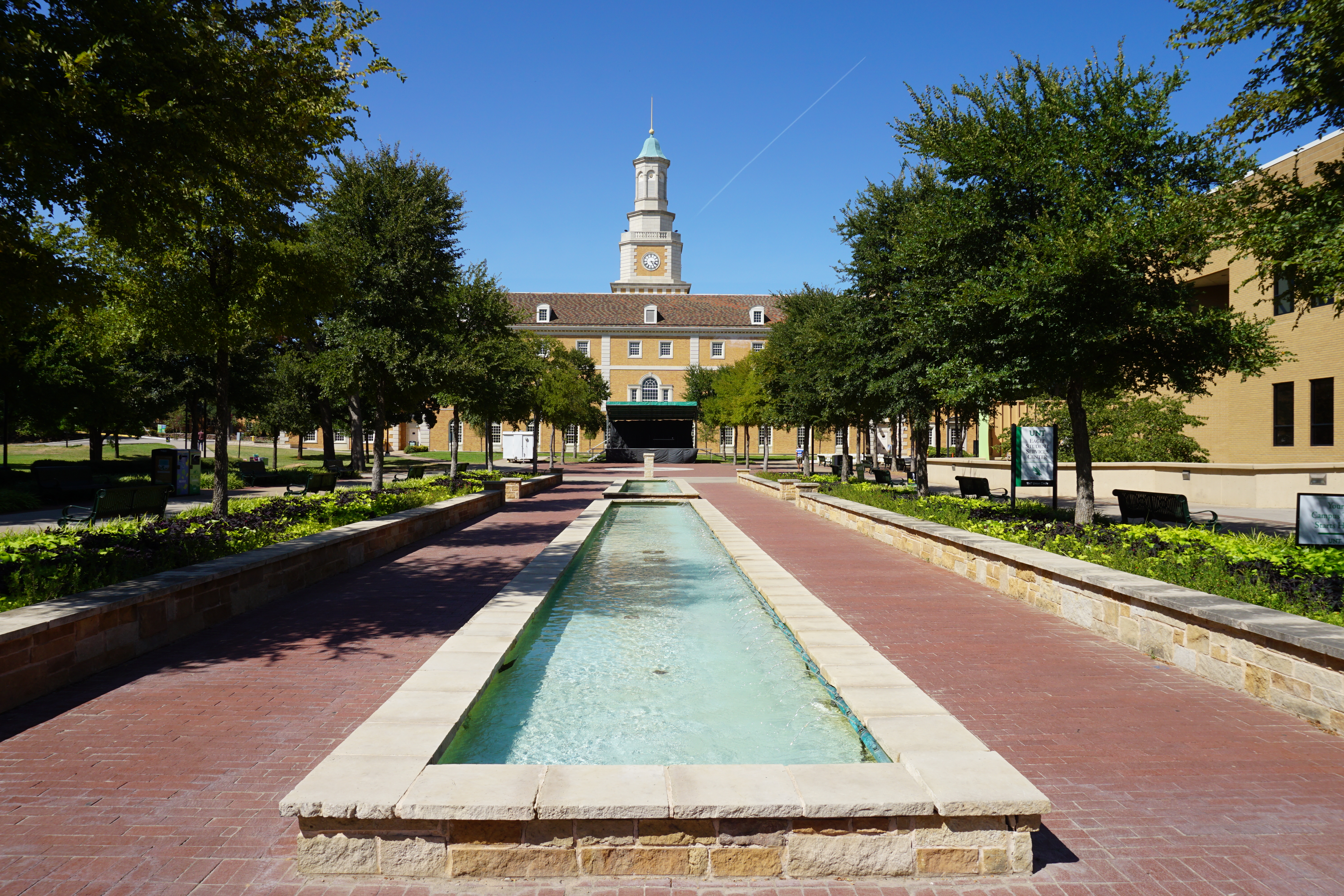

دانشگاه شمال تگزاس (به انگلیسی: University of North Texas (UNT)) یک دانشگاه تحقیقاتی دولتی در دنتون واقع در ایالت تگزاس آمریکا است که در سال ۱۸۹۰ میلادی تأسیس شده‌است. این دانشگاه با داشتن چهارده دانشکده به ارائه ۱۰۳ رشته کارشناسی، ۸۶ رشته کارشناسی‌ارشد، و ۳۸ رشته دکترای تخصصی می‌پردازد.  دنتون در رده‌بندی بهترین شهرهای دانشگاهی ۲۰۱۸ رتبه هفتم را دارا می‌باشد.
ارزش افزوده اقتصادی این دانشگاه در شمال تگزاس ۱٫۶۵ میلیارد دلار می‌باشد.

## دانشکده‌ها
دانشگاه شمال تگزاس دارای چهارده دانشکده می‌باشد:
- دانشکده کسب و کار
  - گروه بازاریابی، مدیریت زنجیره تأمین، و مدیریت عملیات
  - گروه مالی
  - گروه حسابداری
  - گروه سامانه‌های اطلاعاتی
  - گروه مدیریت
- دانشکده مهندسی
- دانشکده دانش داده و اطلاعات
- دانشکده آموزش
- دانشکده موسیقی
- دانشکده علوم پایه
- دانشکده سلامت